# Tabanus fulvicinctus
Tabanus fulvicinctus är en tvåvingeart som beskrevs av Ricardo 1914. Tabanus fulvicinctus ingår i släktet Tabanus och familjen bromsar.
Artens utbredningsområde är Taiwan. Inga underarter finns listade i Catalogue of Life.